# تايبرز
صاروخ تايبيرز (بالإنجليزية: TAipers)‏ (قناصة الدبابات) الموجه المضاد للدبابات، والمعروف أيضًا باسم تشيونجيوم، هو صاروخ موجه مضاد للدبابات طويل المدى من إنتاج كوريا الجنوبية، صنعته شركة هانوا للدفاع. للصاروخ وضعان. يوجه وضع إطلاق النار والنسيان الصاروخ توجيهًا مستقلًّا باستخدام باحث ثنائي الوضع يجمع بين الصور المرئية والأشعة تحت الحمراء. دُربت خوارزمية الذكاء الاصطناعي الخاصة به باستخدام التعلم العميق على أكثر من 800000 إطار من الأهداف المحتملة. يتيح وضع الإطلاق والتحديث للمشغل توجيه الصاروخ من مركبة الإطلاق عبر وصلة بيانات من الألياف الضوئية. ومن المقرر أن يدخل الإنتاج الضخم في ديسمبر 2024.

## التطوير
طورت صواريخ تايبرز لتحل محل صواريخ تاو التي تطلق من الجو في مخزون القوات المسلحة لجمهورية كوريا ولكن يمكن تصديرها. قُدم للعملاء المحتملين في معرض البحر الأسود للدفاع والفضاء 2024. وبلغت تكلفة التطوير 724.8 مليار وون كوري (550.5 مليون دولار أمريكي).

### منصات الإطلاق
- مروحية خفيفة مسلحة من طراز KAI
- إم أيه إتش مارينيون
- المركبات الأرضية[3][4]